# Mario Party Advance
Mario Party Advance is een partyspel voor de Game Boy Advance, uitgebracht op 10 juni 2005. Het spel werd ontworpen door Hudson Soft en uitgegeven door Nintendo. Het is de zevende titel uit de serie van Mario Party. Mario Party Advance kent 60 minispellen en 6 spelborden met elk hun eigen thema.